# Kings Bay (Tasmanien)
Die Kings Bay ist ein See an der Ostküste des australischen Bundesstaates Tasmanien.
Er liegt am Unterlauf des Swan River, der ihn von West nach Ost durchfließt. Der Nine Mile Beach, ein schmaler Landstreifen, grenzt ihn im Süden von der Great Oyster Bay ab. Im Westen schließt der Great Swanport an, im Norden die Moulting Lagoon.